# Gare du Don (Toronto)
La Gare du Don (anglais: Don Railway Station) est une gare ferroviaire canadienne à Toronto.

## Situation ferroviaire
La permission a été accordée à la CPR de construire un embranchement de Leaside à Toronto. En 1892, la compagnie ferroviaire a achevé la construction de la ligne et la gare du Don a ouvert ses portes en février 1896. La gare a été construite par le chemin de fer Canadien Pacifique sur la rive ouest de la rivière Don du côté sud de la rue Queen  à Toronto. La gare était destinée à servir l'est de Toronto (en pleine expansion) afin que les passagers n'aient pas besoin d'aller à la gare Union au centre-ville.

## Détails techniques

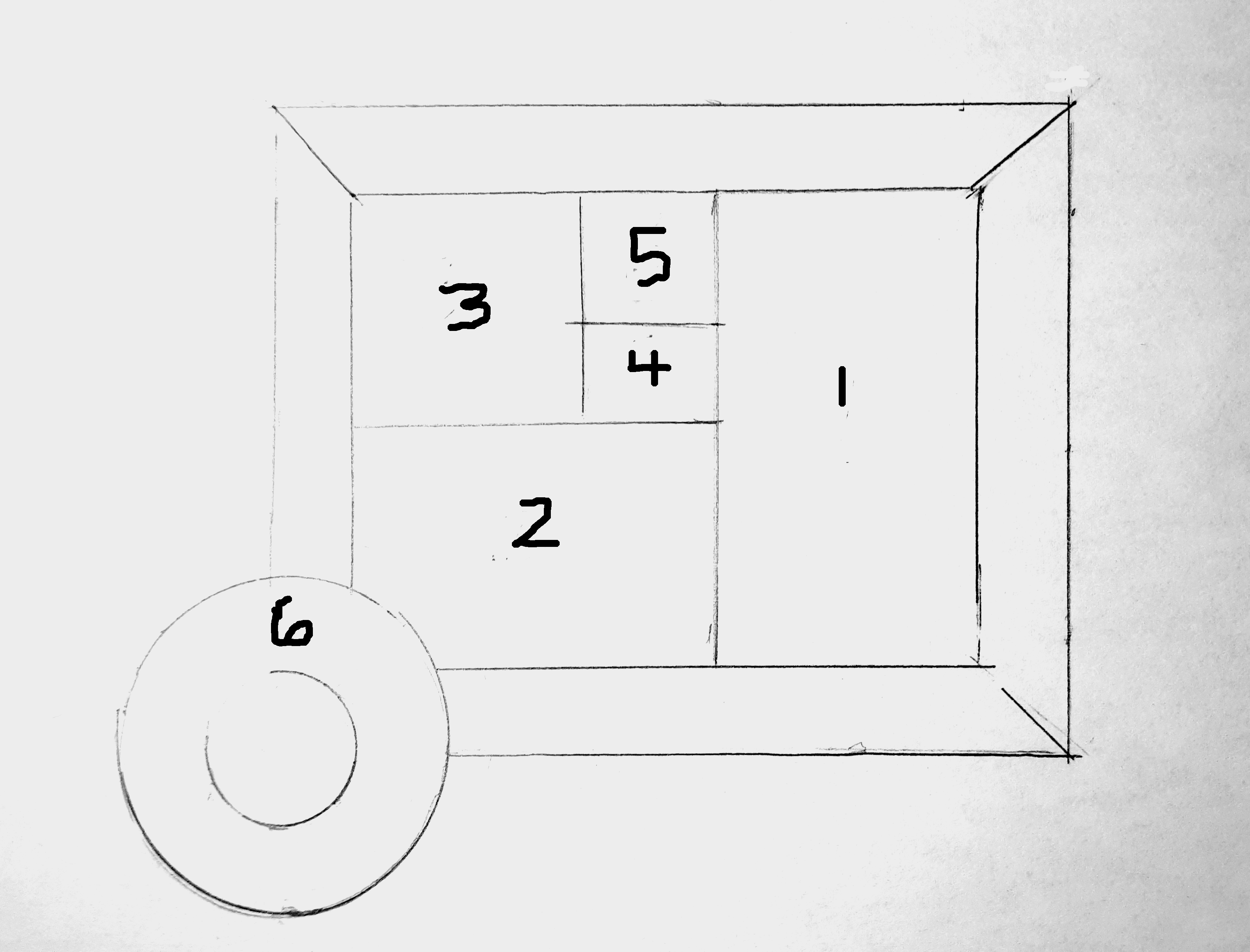
Plan de la gare:
1- salle d'attente
2- bureau
3- salle de bagages
4- couloir
5- toilette
6- tour conique

La gare a une forme rectangulaire mesurant 32pi x 40pi (environ 9,7m x 12,2m). La tour conique a un rayon de 8pi 3po (environ 2,5m). L'intérieur de la gare a quatre salles : une salle d'attente à la droite, avec une salle de bagages, une toilette et un bureau .

## Histoire

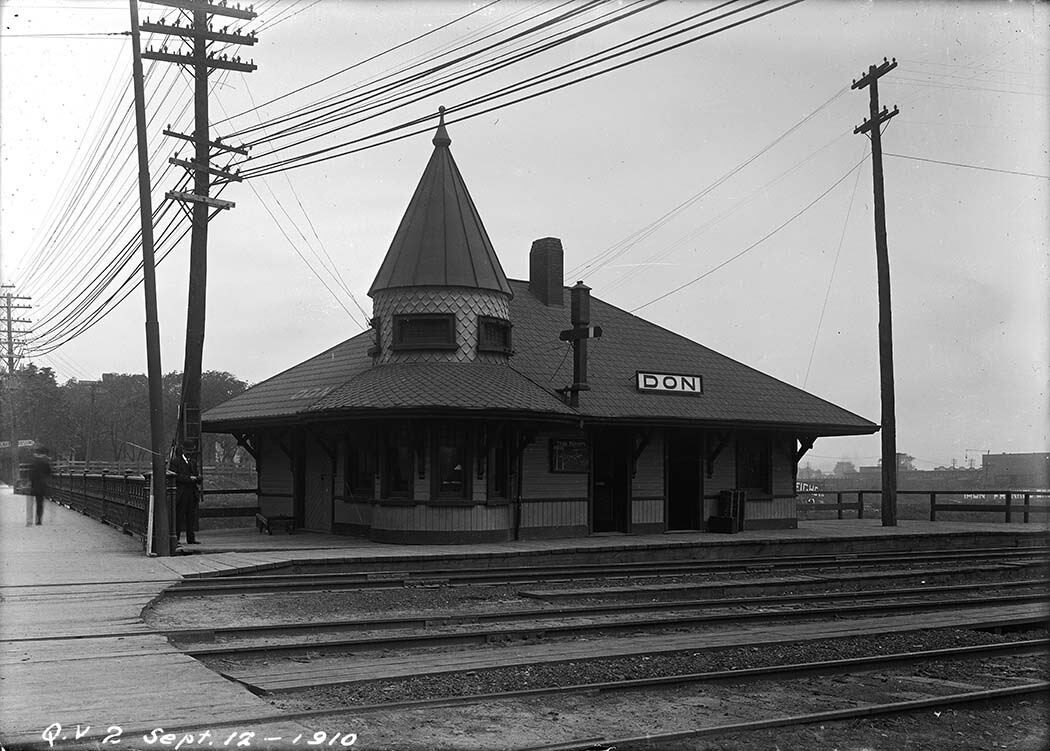
La gare en 1910.

La gare prend son nom de la rivière Don. Le nom du Don vient de John Graves Simcoe, le premier lieutenant-gouverneur du Haut-Canada, d'après un cours d'eau dans le nord de l'Angleterre .
Une collision en 1904 à plusieurs blocs à l'est de la gare, au passage à niveau de la gare de Riverdale, entre un tramway de la Toronto Railway Company et un train de marchandises, causant la mort de trois personnes et blessant dix-sept autres, a montré le danger de telles traversées urbaines. Cet accident a abouti au déplacement de la gare plus au sud, pour permettre à la Ville de Toronto de construire un pont plus élevé en 1911, qui portait maintenant la rue Queen au-dessus de la voie ferrée, de la rivière et des chemins.
La gare était aussi point de départ des soldats du 48th Highlanders of Canada, allant vers Valcartier pour faire partie du Corps expéditionnaire canadien. "... Le 6 août 1914, les 48th Highlanders reçurent l'ordre de rassembler autant d'hommes et de matériel que possible. Au lieu de partir aux hurrahs de leur maire à la gare Union, le régiment monta à bord des trains à la gare du Don" .
Avec la fin du service passager, le bâtiment a été déplacé à Todmorden Mills en 1969 afin d'empêcher sa démolition; il a été transféré au Roundhouse Park au 255 Bremner Boulevard (43° 38′ 29″ N, 79° 23′ 06″ O) à l'automne 2008.

## Service des voyageurs
Le Canadian Northern Railway (CNoR) a commencé à utiliser la gare du Don en 1906, ensuite poursuivi par la Canadian National Railway (CNR) après avoir absorbé la société CNoR. La gare était plus active au début des années 1920. La disposition de partage de trains entre le CP et le CN en 1933 a entraîné le déclin en importance de la gare du Don, car la plupart des trains du CP utilisent la ligne principale du CN qui est plus directe au centre-ville torontois. Pendant les années 1950, la gare de Leaside du CP était devenue la gare principale de banlieue pour l'est torontois. Après 1965, seulement des rames automotrices de la ligne de Toronto -  Havelock utilisent la gare. La fin est venue en 1967, lorsque les rames sur le trajet Toronto -  Havelock n’y arrêtent plus.

## Crédit d'auteurs
- (en) Cet article est partiellement ou en totalité issu de l’article de Wikipédia en anglais intitulé « Don railway station » (voir la liste des auteurs).